# Йорк (окръг, Небраска)
Вижте пояснителната страница за други значения на Йорк.
Окръг Йорк (на английски: York County) е окръг в щата Небраска, Съединени американски щати. Площта му е 1492 km², а населението - 14 598 души (2000). Административен център е град Йорк.